# Nyáry Albert (történész)
Nyáregyházi báró Nyáry Albert, születési nevén Nyáry Albert Eduárd Ferenc (Bagonya, 1828. június 30. – Budapest, 1886. január 1.) a márciusi ifjak egyike, történész, levéltáros, heraldikus, a Magyar Tudományos Akadémia levelező tagja. A középkori Magyarország történetére, művelődési viszonyaira vonatkozó levéltári források felkutatása és közreadása terén végzett tevékenysége mellett címertani munkássága is jelentős.
Nyáry Antal (1803–1877) jogász, politikus fia, Nyáry Jenő (1836–1914) régész bátyja, Nyáry Albert (1871–1933) festőművész, történész nagybátyja.

## Életútja
1828. június 30-án született, július 12-én keresztelték. 1844-től Horvát István tanítványaként történeti, majd 1845-től 1848-ig jogi tanulmányokat folytatott a Pesti Egyetemen. Egyetemi évei alatt a Fiatal Magyarország reformgondolkodású köréhez tartozott, majd az 1848-as forradalom kitörésekor csatlakozott a márciusi ifjakhoz, közreműködött a 12 pont kidolgozásában. A Sándor-féle gyalogezred honvédjaként részt vett a szabadságharc téli hadjáratának délvidéki harcaiban, 1848 novembere után hadnagyi rangban. 1849 januárjában a császáriak fogságába esett, de hamarosan kiszabadult. Májustól Debrecenben szolgált, rövid ideig főhadnagyi rangban mint Kossuth Lajos hadsegédje.
A világosi fegyverletételt követően üldöztetésnek volt kitéve, így idővel Itáliába emigrált. Előbb Giuseppe Garibaldi testőrségének tagjaként a szicíliai és nápolyi hadjáratokban harcolt, majd 1859-ben a Magyar Légió századosaként részt vett a szárd–francia–osztrák háborúban. 1860 után – a magát az Árpád-háztól származtató – Crony-Chanel herceg mellett vállalt titkári állást, szabadidejét pedig levéltári kutatásoknak szentelte. A kiegyezés évében, 1867-ben hazatért Magyarországra, és történeti-címertani kutatásokkal foglalkozott.

## Munkássága
Főként történeti segédtudományokkal, levéltári kutatásokkal és címertannal foglalkozott. Az itáliai emigráció éveiben, 1860 után kiterjedt levéltári kutatásokat végzett, elsősorban Modenában és Torinóban. Ennek során számottevő anyagot gyűjtött össze a középkori Magyarország történetére, diplomáciatörténetére és művelődésére vonatkozóan. Ezek egy részét még Itáliában közreadta, de jelentős forráskiadványokat rendezett sajtó alá hazatértét követően is. A modenai Hippolit-kódexek – Esztei Ipoly esztergomi érsek Mátyás korabeli számadáskönyvei – alapján áttekintette a 15–16. századi Magyar Királyság reneszánsz műveltségi viszonyait, akadémiai székfoglalóját is A modenai Hyppolit-kódexek témakörében tartotta meg 1873-ban. Jelentős eredményeket ért el a címertan területén is, nevéhez fűződik az első magyar nyelvű heraldikai alapvetés megírása (megjelenését már nem érhette meg).
Forráskiadványai mellett rendszeresen publikált a Századok és a Turul című folyóiratokban. 1876-tól 1879-ig Henszlmann Imrével az Archaeologiai Értesítő, 1883-tól haláláig pedig Fejérpataky Lászlóval a Turul című folyóirat társszerkesztője volt.
Műgyűjtőként rendkívül értékes porcelángyűjteményre tett szert, amelyben holicsi, tatai, kolozsvári, batizi, de sèvres-i, meisseni és altwien-darabok is megtalálhatóak voltak.

## Szabadkőműves pályafutása
Nyáry Albertet a torinói Dante Alighieri páholyba 1862-ben vették fel. A skót rítus magasfokai közül valószínűleg 1863-ban érte el a 18. és 30. fokot, a 33. fokot pedig 1865-ben.
Jelentős szerepet játszott az olasz szabadkőművességben. 1862-ben a Dante Alighieri páholyban volt alamizsnás és kincstárnok. 1863-ban a Dante Káptalanban is az alamizsnási posztot töltötte be. 1864-ben a Dante 30-as tanács alamizsnása lett. A torinói Campidoglio és Marco Polo páholyok alapításában vett részt. 1867-ben a Pietro Mica páholy tagja lett.
Hazatérve 1869-ben a pesti Corvin Mátyás anyapáholy, a Corvin káptalan, a 30-as tanács és Magyarországi Nagytanács alapító tagja. 1870-ben a Corvin káptalan elnökeként dolgozik. 1871-ben a szabadkőműves közgyűlésen és alkotmányozó gyűlésen a Corvin káptalan képviselője, 1872-ben újra a káptalan elnöke lett. Ez év április 9-én az Összetartás páholy alapító tagja majd főmestere lett, ráadásul közgyűlési képviselő és szövetségtanácsi tag is.

### Társasági tagságai és elismerései
1872-ben a Magyar Tudományos Akadémia levelező tagjává választották, részt vett az archeológiai és a történettudományi bizottságok munkájában. 1867 után alapító tagként a Magyar Történelmi Társulat választmányi tagja volt, 1883-ban közreműködött a Magyar Heraldikai és Genealógiai Társaság megalakításában, s választmányának tagja lett. 1878 után az Országos Régészeti és Embertani Társulat III. osztályának elnöki tisztét töltötte be, valamint tiszteletbeli tagja volt a Békésvármegyei Régészeti és Mívelődéstörténelmi Társulatnak.
Emellett 1865-től tagja volt a Milánói Tudományos és Irodalmi Akadémiának és az Olasz Heraldikai Társaságnak (Società Italiana di studi araldici), 1866-tól a Francia Címertani és Pecséttani Társaságnak (Société française d’héraldique et de sigillographie), 1868-tól pedig a Modenai Régészeti Társulatnak (Società archeologica modenese).
Az 1848–1849-es szabadságharc során tanúsított katonai érdemeiért 1849-ben Honvéd Emlékéremmel tüntették ki. Az olasz Szent Móric és Lázár lovagrend tagja volt.

## Főbb művei
- A magyar forradalom napjai I–II. Pest, 1848
- Árpádok jogai. Torino, 1862
- Postumus István és az estei örökség. Modena, 1863 Online
- La questione Arpad-Estense: Studio storico-araldico. Torino, 1865
- Una questione araldica. Torino, 1866
- Posthumus István az utolsó Árpád-király atyja. Életrajz; Athenaeum Ny., Pest, 1869
- Diplomatiai emlékek Mátyás király korából 1458–1490 I–VI. Szerk. Nagy Iván, Nyáry Albert. Budapest,. 1875–1878
- A heraldika vezérfonala. Budapest, 1886 (hasonmásban Onga, 2012)

## További irodalom
- Óváry Lipót: Báró Nyáry Albert emlékezete. In: Századok 1886
- Deák Farkas: Báró Nyáry Albert. In: Turul 1886